# جان نورد
جان نورد (انگلیسی: John Nord؛ زادهٔ ۱۸ اکتبر ۱۹۵۹) کشتی‌گیر کشتی حرفه‌ای اهل ایالات متحده آمریکا است.